# Трондхејм
Трондхејм (норв. Trondheim) је по величини и значају трећи град у Норвешкој. Град је највећи град покрајине Средишње Норвешке и седиште округа Јужни Тренделаг.
Град Трондхејм је 2011. године имао око 170 хиљада становника у управним границама.
Трондхејм је познато образовно средиште у Норвешкој. Град је велико високошколско средиште, са Универзитетом са преко 40.000 студената и засебним кампусом. Град има и најстарију гимназију у Норвешкој, Трондхејм катедралскуле, која је основана давне 1152. године.

## Географија
Град Трондхејм се налази у средишњем делу Норвешке. Од главног града Осла град је удаљен 500 km северно.
Рељеф: Трондхејм се налази на западној обали Скандинавског полуострва. Град се развио на дну Трондхејмског фјорда, у невеликој равници уз море. Она је затворена од остатка копна са планинама. Најпознатија оближња планина је Бимарка, позната по зимским спортовима. Новији делови града пружају се по нижим брдима датих планина, па је град веома брдовит. Сходно томе, надморска висина града иде од 0 до 150 м надморске висине.
Клима: Клима у Трондхејму је умерено континентална са утицајем Атлантика и Голфске струје. Има приморску климу, а од јаких ветрова је заштићен планинама у залеђу. И поред тога, она је оштрија од климу у Ослу и Бергену.
Воде: Трондхејм се развио као морска лука у дну истоименог Трондхејмског фјорда, залива Северног мора. Градско језгро образовало се на ушћу реке Ниделве у Северно море, кој пре ушћа меандрира, стварајући тешко приступачне делове обале, који су због стратешке сигурности били језгро настанка града.

## Историја
Први трагови насељавања на месту данашњег Трондхејма јављају се у доба праисторије. Данашње насеље основано је у средњем веку, 997. године, од стране викиншког краља Олава Тригвасона. Насеље је прозвао Нидаросом и било је престоница Норвешке до 1217. године. И после тога времена град је великог значаја и као лука и као трговиште. 1152. године ту је основана и прва архиепископија на тлу Норвешке. На основу тога Трондхејм је постао значајно верско средиште и место ходочашћа са Катедралом Нидарос, и данас најпознатијом црквеном грађевином у држави.
Каснија градска историја обележена је бројним пожарима, због чега су временом донети прописи о великој ширини улица, који се и данас очитују у градском ткиву.
Од 15. века Норвешка се налази у оквиру Данске, да би постепеном јачао утицај Шведске. Шведска је 1658. године преотела Трондхејм и околину област Тренделаг од Данске.
Нови полет Трондхејм доживљава у другој половини 19. века, када долази до индустријализације, па, посредно, до наглог пораста становништва и ширења града изван средњовековних граница.
Током петогодишње окупације Норвешке (1940—45) од стране Трећег рајха град и његово становништво су више страдали у односу на друге градове у држави. Разлог овоме била је стратешка важност града.
Последњих деценија Трондхејм се развио у савремен град, један од најбогатијих у северној Европи.

## Становништво
| Година       |
| Становништво |
| ------------ |

Данас Трондхејм има око 170 хиљада у градским границама, што је 3 пута више него пре пола века. Град са околним предграђима преко 260 хиљада. Последњих година број становника у граду се повећава по годишњој стопи од 1,5%, а у случају предграђа ово је и више.
Етнички састав: Становништво Трондхејма је до пре пар деценија било било готово искључиво етнички норвешко. Међутим, бројни усељеници из страних земаља изменили су састав становништва. Тако данас етнички Норвежани чине 91% градског становништва, а усељеници око 9%. Најбројнији међу њима су Пољаци.
Верски састав: Већина становника Трондхејма су припадници протестантске Цркве Норвешке. Потом следе атеисти и римокатолици.

## Привреда
Привреда Трондхејма посебно се ослања на велику градску луку, једну од највећих у северној Европи. Град је последњих деценија постао значајно саобраћајно чвориште.
Данас се градска привреда све више ослања на трговину и услуге, као и на примену научно-истраживачког рада.

## Градске знаменитости
Најзначајнија градска грађевина је катедрала Нидарос, чија је изградња започета још 1070. године. Црква је изграђена у готском стилу. Она је у средњем веку била најзначајније хришћанско место на северу, а ходочасници су долазили из свих крајева Скандинавије. У њој се и данас крунишу норвешки краљеви.
Поред тога Трондхејм има очувано градско језгро са бројним старим црквама и грађевинама.

## Партнерски градови
- Доњецк
- Сплит
- Дармштат
- Dunfermline
- Грац
- Коупавогир
- Естерсунд
- Норћепинг
- Клаксвик
- Odense Municipality
- Петах Тиква
- Рамала
- Тампере
- Тираспољ
- Валејо
- Оденсе
- Norrköping Municipality

## Галерија
- Градска катедрала Нидарос
- Главна зграда Норвешког универзитета науке и технологије
- Градско читалиште
- Главна зграда полицијске управе